# 春のワルツ
『春のワルツ』（はるのワルツ、原題：봄의 왈츠）は、韓国KBS2006年制作のテレビドラマで、同年3月から5月にかけて放送された。『秋の童話』『冬のソナタ』『夏の香り』に続くユン・ソクホが監督した「四季シリーズ」の最終作である。全20話。

## 概要
クラシック音楽のピアニストとして活躍するユン・ジェハとアクセサリーのデザイン・コンテストに優勝し副賞でもらったチケットでオーストリア旅行をしていたパク・ウニョンが出会う。この2人と昔ユン・ジェハと結婚の約束をした幼馴染のソン・イナとジェハの友人でウニョンに好意を持っているフィリップの間で繰り広げられるラブストーリードラマ。
「シリーズ物」として前3作を受け継いだ雰囲気・内容のため、韓国ではあまり視聴率はふるわなかった。

## あらすじ
第1話 巡り会い
オーストリアでウニョン、フィリップ、イナ、ジェハの四人は出会う。
ウニョンは特急の車内でジェハと相席になる。
網棚からウニョンの荷物のコチュジャンが垂れて、ジェハの顔と服を血のように染める。見兼ねたウニョンは自分の荷物からセーターを取り出してジェハに渡す。
第2話虹の貝殻
ジェハのピアノの演奏会が開かれる。ジェハは過去を回想する。ジョンテ（スホの父）とイ・スホはおじいさんを頼って、青山（チョンサン）島を訪れていた。
行く宛もなく、海で横になっているところを、チョ・ヘスン（ウニョンの母）に助けられる。島の学校で、スホが算数の問題で手こずっているとウニョンが「お兄ちゃんはカリフォードから来たの。賢いの」と助け舟を出す。放課後、スホはクラスメートから「飛行機に乗ったことある？」「電車に乗ったことある？」と人気者になる。そんなある日、ウニョンが海で溺れ、青山保健所に運ばれる。ウニョンはなんとか一命をとりとめる。スホはウニョンに「アメリカに行っていない。飛行機に乗ったこともない」と告白する。
第3話星のない街
スホとジョンテはおじいさんの家を改装して住むことにした。ある日、ジョンテはヘスンの貯金をすべて奪って姿をくらます。スホはボンヒから光州の養護施設に入れられそうになる。父ジョンテを探しに、スホとウニョンは二人だけで島を出る。列車を乗り継いで夜、ソウルの公園のベンチで休んでいると、ウニョンが意識を失ってしまう。ソマン病院に運ばれるウニョン。後日、青山島からボンヒが駆けつける。看護師になんとかウニョンを助けてくれと頼み込む。そして、スホを見つけ追いかける。
第4話帰郷
スホは逃げ込んだ病室で女性から「ジェハなんでしょう？」と間違われる。夜、スホはボンヒに捕まるが、ボンヒはスホを罰したりはしなかった。スホはなんとかウニョンの手術代を工面しようと、公衆電話で電話している女性のバッグを盗む。捕まり、警察に突き出されそうになったスホをミョンフン（ジェハの父）が救う。カナダに住むミョンフンはスホを息子にしたいと申し出る。そして、ミョンフンはスホにウニョンの手術費用を全額払う代わりに自分の息子になってくれと言い出す。こうして、イ・スホはカナダでユン・ジェハとして生きることになった。

## 登場人物
ユン・ジェハ
演 - ソ・ドヨン
クラシック音楽のピアニスト。
パク・ウニョン
演 - ハン・ヒョジュ
アクセサリー・デザイナー。
フィリップ
演 - ダニエル・ヘニー
ジェハのマネージャー。
ソン・イナ
演 - イ・ソヨン
クラシック音楽の企画会社の企画チーム長。
ユン・ミョンフン
演 - チョン・ドンファン
ジェハの父。外交官。
ヒョン・ジスク
演 - クム・ボラ
ジェハの母。
チョ・ヤンスン
演 - キム・ヘスク
ウニョンの母。のりまき店店主。
パク・トゥシク
演 - パク・チルヨン
ウニョンの父。
ホン・ミジョン
演 - チェ・ジャヘ
ウニョンの親友。
パク・サンウ
演 - チェ・シウォン (SUPER JUNIOR)
ウニョンの弟。
ソン・マンホ
演 - ハン・インス
イナの父。
イ・ジョンテ
演 - イ・ハヌィ
スホの父。
キム・ボンヒ
演 - キム・ミギョン
ミジョンの母。
チョ・ヘスン
演 - ユン・ユソン
ウニョンの母。

## スタッフ
- 演出 - ユン・ソクホ[2]
- 脚本 - キム・ジヨン、ファン・ダウン[2]
- 音楽 - チェ・ワニ、パク・チョンウォン[2]

## 主題歌・挿入歌
- オープニングテーマ「Flower」 （作詞：キム・スミ 作曲：パク・ジョンウォン）

歌詞が2バージョンあり、ソ・ドヨンが歌う「Flower-M」はチェハの心情、YUNAが歌う「Flower-F」はウニョンの心情をあらわしているという。
YUNAのシングルに、このFlower（2007年6月21日）がある。
1. Flower〔Japanese ver.〕
2. Flower〔Korean ver.〕
3. Flower〔Karaoke ver.〕

## 韓国国外での放送

### 日本
日本では、NHK衛星第2テレビで2006年10月から放送された。2007年4月7日からは、2007年9月1日まで地上波のNHK総合で放送された。地上デジタル放送ではハイビジョン画質で放送された。日本版は、監督のユン・ソクホが日本向けに新たに編集した。吹き替えの担当者は次のとおりである。
- ユン・ジェハ - 松田洋治
- パク・ウニョン - 加藤忍
- フィリップ・ローゼンタール - 比留間由哲
- ソン・イナ - 林真里花

#### サブタイトル
| 話数   | サブタイトル       |
| ------ | ------------------ |
| 第1話  | 巡り会い           |
| 第2話  | 虹の貝殻           |
| 第3話  | 星のない街         |
| 第4話  | 帰郷               |
| 第5話  | ピンク・トラック   |
| 第6話  | 謎の小箱           |
| 第7話  | 母の眠る島へ       |
| 第8話  | ロードマネージャー |
| 第9話  | 失敗に乾杯         |
| 第10話 | かけがえのない友   |
| 第11話 | 衝撃のビデオ       |
| 第12話 | 愛の宣言           |
| 第13話 | イナの策略         |
| 第14話 | 涙の井戸           |
| 第15話 | 墓前の誓い         |
| 第16話 | 異母兄弟           |
| 第17話 | 許されない愛       |
| 第18話 | 悲しい誕生日       |
| 第19話 | 誘拐疑惑           |
| 第20話 | 愛と希望の島       |

#### 版による異同
インターネットの有料動画配信サイトShowTimeで配信されている版は、NHKで放送されたものと同じユン・ソクホが編集したものだが、字幕がNHKのものと少し異なる。

## パチンコ
パチンコの新台として、2008年にSANKYOから『CRF春のワルツ』のリリースが発表され、同年3月より全国のパチンコ店に市場投入された。
初期のCMでは「冬は終わった」とナレーションが入るなど、『CRぱちんこ冬のソナタ』を意識した内容となっている。